# Ráfaga (banda)
Ráfaga es una banda argentina de cumbia que fue formada en el año 1994 por 10 integrantes. Comenzó a ganar popularidad en el año 1996 tras publicar su primer álbum de estudio Soplando Fuerte. 
La banda se caracterizaba en sus inicios, por su vestuario medieval con trajes y anillos, los cuales vestían la mayoría de sus integrantes; y su música, cuyas letras de sus canciones suelen tratar del amor y el desamor. 
Durante su carrera artística, este grupo ha colaborado con varios artistas como El Polaco, Daniel Cardozo, Jimena Barón, Dale Q'Va, Alejandro Lerner, María Becerra, Ricky Maravilla, Migrantes, el grupo español Grupo Beatriz y la cantante grupera mexicana Mariana Seoane, entre muchos otros.

## Biografía

### 1994-1999: Inicios y primeros álbumes
La banda fue ideada por el tecladista y compositor argentino Marcos Bustamante, quien compuso íntegramente el primer disco de la banda. Al poco tiempo, invitó al destacado músico y cantante argentino Antonio Ríos, para hacerse parte del financiamiento del primer trabajo discográfico de la futura banda. 
Para conformar la agrupación se realizó un casting que consistía en encontrar a músicos y cantantes para formar el grupo tropical, que ya contaba con el nombre ya registrado Ráfaga. De esta manera fueron seleccionados los primeros integrantes. Dentro de los elegidos, se encontraba el percusionista Marcelo "Pollo" Rodríguez, el cantante Ariel Puchetta, el guitarrista Raúl "Richard" Rosales, el bajista Juan Carlos "Coco" Fusco, el pianista en ese entonces y futuro mánager del grupo, Mauro Piñeyro, el tecladista en ese entonces, Sergio Aranda y el baterista Omar Morel.
La banda se estrenó en público el 7 de septiembre de 1996. El éxito de su presentación determinó rápidamente la grabación de lo que sería su primer disco de estudio: Soplando fuerte. La banda fue acogida bajo el sello Leader Music y aunque estos cuestionaron el uso de acordeón de algunas canciones, rápidamente cambiaron de opinión, cuando este disco obtuvo su primer Disco de Oro.[cita requerida]
En 1997, se integró el tecladista y compositor Mauricio "Maury" Juárez, quien es originario de San Pedro. Ese mismo año, salió su segundo disco, titulado Sobrevolando América, consiguiendo llegar hasta los Estados Unidos.
En 1998, comenzaron a preparar su tercer trabajo, llamado Imparables. El disco se lanzó el 1 de enero de 1999. Después de su último lanzamiento comenzaron a grabar su cuarto disco, el cual llevaría por nombre Un fenómeno natural. 
Ese mismo año, tuvieron su primera visita a Chile, en dónde además, grabaron su primer disco en vivo allí mientras realizaban su concierto en vivo en el Estadio Víctor Jara (anteriormente Estadio Chile).

### 2000-2001: Participación en el Festival de Viña del Mar y conciertos en otros países
A principios del año 2000, la banda regresó a Chile, esta vez, para participar por primera vez en la edición 2000 del Festival Internacional de la Canción de Viña del Mar, en donde el público coreó sus canciones y obtuvieron su primer premio allí, la Gaviota de Plata. Más tarde, se realizó su primera Gira Europa, tour que los llevó a España recorriendo Galicia, Barcelona y Madrid; y a esto, se les suman sus otros conciertos en su natal Argentina en reconocidos recintos tanto en el Teatro Gran Rex como en el reconocido estadio de deportes, música y conciertos Luna Park. Ese mismo año, lanzaron su cuarto disco Un fenómeno natural; y luego, el grupo ganó sus primeros premios Carlos Gardel en sus nominaciones como "Mejor Grupo Tropical" y "Clave de Sol".
Un año después, volvieron a presentarse en la edición 2001 del Festival Internacional de la Canción de Viña del Mar, en donde presentaron su repertorio renovado con nuevas canciones y obtuvieron tanto su segunda Gaviota de Plata como su primera Gaviota de Oro. Meses después, El 7 de septiembre del mismo año, el grupo cumplió 7 años de trayectoria y lo festejó el 1 de diciembre presentándose por segunda vez en el estadio Luna Park. Su cuarto álbum Un fenómeno natural consiguió el Disco de Platino en Argentina y Disco de Oro en Chile.[cita requerida]
Lanzaron su quinto material titulado Otra dimensión en 2001, donde incluirían el tema «Agüita». Un año después, el tecladista Mauricio "Maury" Juárez abandonaría el grupo para iniciar su carrera como solista y más tarde, formaría una banda de cumbia y covers llamada La Otra Dimensión, en ese instante, se integró el percusionista, rapero y hermano de Mauro, Ulises Piñeyro, quien fue integrante de otras bandas de cumbia como Red y El Avance, meses más tarde, grabarían su sexto disco Marca registrada.

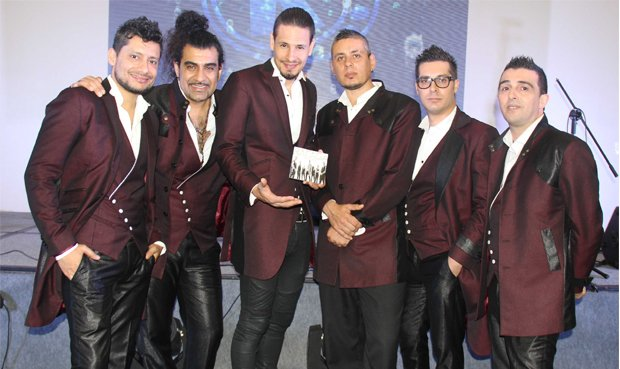
Ráfaga entre 2002 y 2017.

### 2002-2008: Salida de Ariel Puchetta e ingreso de Rodrigo Tapari
Después de editar el disco Marca Registrada en 2002, su vocalista Ariel Puchetta tomó su difícil decisión que entristeció a sus compañeros: abandonar su lugar en la banda para comenzar su nueva carrera como solista, y más tarde, junto con "Maury" y Sergio Aranda, formarían la banda de cumbia La Otra Dimensión.[cita requerida] Una vez tomada esta decisión, empezaron la búsqueda de la nueva voz para el grupo. Se presentaron muchos aspirantes para ocupar el lugar de Ariel, y fue elegido el joven cantante y exparticipante del conocido reality show de canto PopStars, Rodrigo Tapari, quien tenía 18 años.[cita requerida]
En 2004, el grupo regresó a Chile para realizar sus giras allí junto con Rodrigo. Allí también se incorporó al grupo el tecladista y pianista Damián "Moroco" Morel, quien es hermano de Omar y exintegrante de la banda de cumbia Red, él estuvo en el grupo como integrante hasta 2007 y volvería en 2017 como músico invitado. Ese año sale a la venta Vuela, primer disco del grupo con Rodrigo. 
En 2005 hicieron giras en el verano de ese país, el resto del año en Argentina y de junio a septiembre en Europa. A su regreso, empezaron con la grabación de su nuevo material discográfico, Dueños del Viento, que salió a la venta en enero de 2006 en Chile, llegando recién en marzo en Argentina y posteriormente en España. Ese mismo año, Sergio Aranda dejaría la banda para posteriormente formar el grupo La Otra Dimensión.

### 2009-2017: Últimas producciones con Rodrigo Tapari
En 2009, el grupo editó Señales en donde se escuchó el tema «No te vayas». Tiempo después, sale al mercado su segundo disco en vivo y su primer DVD en vivo, En vivo en España. Más tarde, han lanzado su nuevo disco titulado Historia 1 y finalmente editaron el disco Una Cerveza, la última producción de la banda con Rodrigo.
Años después, en conmemoración de su decimoctavo año de trayectoria, se estrenan en su canal oficial de YouTube su nuevo vídeo y su nueva canción llamada «Una cerveza», la primera versión del videoclip fue rodado en la ciudad de Santiago de Compostela, en Galicia, España. Participaron en Chile como banda invitada en la edición 2016 de los Premios Copihue de Oro y en la edición 2017 del certamen musical chileno La Gran Noche de la Corazón.  
En noviembre de 2017, y luego de 14 años como vocalista de esta banda, Rodrigo Tapari abandonó el grupo para iniciar su carrera musical como solista.

### 2018-presente: Regreso de Ariel Puchetta y el 25° aniversario de la banda
Luego de la salida de Rodrigo del grupo, un mes después, la banda anunció el regreso de su entonces exvocalista Ariel Puchetta y de su entonces extecladista Mauricio "Maury" Juárez. Durante esa época la banda lanzó una nueva versión de la canción «Una cerveza».
En 2019, lanzaron su primer disco doble Ráfaga, el regreso, séptimo disco como formación original, en el primer disco incluyen nuevas canciones, entre ellas, su versión de la canción «La ladrona», tema de los 80's del recordado cantautor y compositor argentino radicado en México, Diego Verdaguer; y en el segundo, contiene su concierto en vivo desde el Teatro Ópera, en Argentina. 
En 2020, por la noticia de la pandemia de coronavirus en el mundo, el grupo lanzó su versión del tema «Resistiré», cover del grupo español Dúo Dinámico. Meses más tarde, reversionaron la canción «Volver a empezar», esta vez, en versión cumbia y en dueto con el cantautor Alejandro Lerner, quien sería el intérprete original de este tema.
Ese mismo año, el grupo oficializó su primer concierto en línea, después, desde diciembre de ese año en adelante, empezaron a realizar sus conciertos respetando los reglamentos sanitarios. Actualmente, se preparan para lo que será su vigesimoquinto aniversario de carrera artística, es por ello, que se están preparando tanto para sus nuevos conciertos de acuerdo a su aniversario como para lo que será las grabaciones de su nuevo disco.

## Giras musicales
- Tour Europeo de (2000)
- Noches del Luna Park (2001)
- Cultura Para Todos (2001)
- Tour Europeo de (2002)
- The Farewell Tour (2003)
- Tour Europeo de (2003-2007)
- Tour por Rumania y España (2007-2008)
- Tour Despedida de Rodrigo Tapari (2017)
- Tour Ráfaga, el regreso (2018-2019)
- Tour Ráfaga, 25 años (2020-presente)

## Discografía
| Álbumes de estudio - 1996: Soplando Fuerte - 1997: Sobrevolando América - 1998: Imparables - 1999: Un Fenómeno Natural - 2001: Otra Dimensión - 2002: Marca Registrada - 2004: Vuela - 2006: Dueños del Viento - 2009: Señales - 2013: Historia 1 - 2016: Una Cerveza - 2019: El Regreso | Álbumes en vivo - 1999: En Vivo en el Estadio Chile - 2011: El Vivo, en España Álbumes recopilatorios - 2003: Lo Mejor de Ráfaga - 2007: Ráfaga: 20 Grandes Éxitos - 2008: Ráfaga Megamix DVD - 2004: DVD videos Ráfaga |

## Premios
| Año  | Premio                   | Categoría            | Trabajo nominado        | Resultado | ref.   |
| ---- | ------------------------ | -------------------- | ----------------------- | --------- | ------ |
| 2000 | Festival de Viña del Mar | Gaviota de plata     | Ellos mismos            | Ganadores |        |
| 2001 | Festival de Viña del Mar | Gaviota de plata     | Ellos mismos            | Ganadores | [ 4 ]  |
| 2001 | Festival de Viña del Mar | Gaviota de oro       | Ellos mismos            | Ganadores | [ 4 ]  |
| 2000 | Gardel                   | Mejor Banda Tropical | Ellos mismos            | Ganadores | [ 3 ]  |
| 2001 | Gardel                   | Mejor Banda Tropical | Ellos mismos            | Ganadores | [ 3 ]  |
| 2002 | Gardel                   | Mejor Banda Tropical | Ellos mismos            | Ganadores | [ 3 ]  |
| 2003 | Gardel                   | Mejor Banda Tropical | Ellos mismos            | Ganadores | [ 3 ]  |
| 2005 | Gardel                   | Mejor Banda Tropical | Mejor Disco por "Vuela" | Ganadores | [ 10 ] |